# Мемфис-рэп
Мемфис-рэп (англ. Memphis rap) — музыкальный региональный поджанр хип-хопа, который появился в Мемфисе (штат Теннесси, США) в 1990-х годах.
Отличительными особенностями жанра стали мрачная атмосфера, использование сэмплов близким к соул или фонк и lo-fi звучание. В этом поджанре часто использовалась драм-машина Roland TR-808, двойная читка и сэмплы музыки разных направлений, начиная от соула и заканчивая фанком. Иногда встречается сэмплирование других исполнителей этого же жанра. Произведения не следует путать с фонком или триллом. На обложках альбомов или синглов использовались самодельные логотипы и низкокачественная фотообработка. Со временем это стало отличительной чертой жанра.

## История

### 1990-е
В 90-е годы прошлого века активно шло соперничество между восточным и западным побережьем. Между The Notorious B.I.G (и его лейбл Bad Boy Records) и 2Pac (лейбл Death Row Records) случилась вражда из за творческих разногласий. Звучание «восточного побережья» было агрессивным, жёстким и «грязным». Текста преобладали метафорами и сложной рифмовкой и рассказывали о уличной жизни, социальном неравенстве, о полиции. Главными исполнителями этого звучания были —  The Notorious B.I.G., Nas и Wu-Tang Clan. Тем временем звук «западного побережья» был более расслаблен и спокоен, и также содержал элементы фанка и электронной музыки.
2Pac стремительно набирал популярность и дружил со многими местными музыкантами в том числе и с Крисом. 30 ноября 1994 года 2Pac был ранен и ограблен в Quad Studios в Нью-Йорке во время записи куплета для песни бруклинского артиста Little Shawn. В большом интервью журналу Vibe 2Pac заявил, что покушение на него организовал сам B.I.G, в чем последний косвенно признался в диссе на Тупака под названием Who Shot Ya. В этом треке многие разглядели и восприняли песню как дисс над Тупаком, а также как насмешку над вооруженном ограблением. Позже, год спустя, он ответил на эту песню песнями «Hit ‘Em Up» и «Bomb First (My Second Reply)». Чтобы отомстить Тупак и Suge Knight пригласили жену B.I.G. Фейт Эванс что бы встретиться с ними на студии в Лос-Анджелесе. Артисты сделали фотосъемку с Фейт и с помощью фото запустили слух об интимной связи девушки с Шакуром. Позднее сам он сошлется на это в одной из строчек своего дисса на Бигги — в песне Hit ’Em Up. 
Их «война» продолжалась и 7 сентября 1996 произошло вооруженное нападение на 2Pac. Он скончался 13 сентября 1996 в больнице от многочисленных травм. Многие заметили связь с Бигги и их враждой, но заказчика убийства так и не нашли.
9 марта 1997 года в 1:15 ночи убили The Notorious B.I.G. Официально дело остаётся нераскрытым.

### Зарождение жанра мемфис-рэп
На фоне ажиотажа, вызванным враждой The Notorious B.I.G. и 2Pac, на андерграундной сцене в городе Мемфис начали появляться рэперы, делающие песни в мрачной атмосфере, «грязным» звуком, текстами про оккультизм и насилие, повторяющимися куплетами и триоль тактами. Кто является первым Мемфис-рэпером неизвестно, но еще в 1980-х исполнитель DJ Spanish Fly начал свою карьеру и выделялся более медленным, басовым звучанием со звуками драм-машины Roland TR-808, темами улиц и грабежей. В период 1991-1993 года появились десятки мемфис-рэп артистов: Tommy Wright III, Project Pat, Three Six Mafia, Kingpin Skinny Pimp и другие. Исполнители использовали дешевые драм-машины, сами рисовали обложки и продвигали свои треки с помощью флаеров и расклейки объявлений. 
В 2010-х интерес к Мемфис-рэпу возрос из-за популярности трэпа и клауд-рэпа. Фанаты начали оцифровывать кассеты и выкладывать эту музыку на Soundcloud и Youtube.
Одно время, ходила легенда, что существуют восемь кассет с Мемфис-рэпом, куда их авторы во время оккультного ритуала заточили души убитых

## Влияние
Мемфис-рэп сильно повлиял на дальнейшее звучание хип-хопа, в дальнейшем появились, такие жанры как: Трэп, фонк, клауд-рэп и другие.
Эти исполнители вдохновили множество нынешних исполнителей, таких как: Gucci Mane, Lil Wayne, Bones, Suicideboys, Ghostemane, Devilish Trio, Freddie Dredd и другие.